# Färöischer Fußballpokal 1956
Der Färöische Fußballpokal 1956 wurde zum zweiten Mal ausgespielt. Im Endspiel, welches im Gundadalur-Stadion in Tórshavn auf Kunstrasen ausgetragen wurde, siegte TB Tvøroyri mit 5:2 gegen VB Vágur.
TB Tvøroyri und VB Vágur belegten in der Meisterschaft die Plätze zwei und fünf. Titelverteidiger HB Tórshavn schied hingegen in der Qualifikationsrunde aus.

## Teilnehmer
Teilnahmeberechtigt waren folgende fünf Mannschaften der Meistaradeildin:
| Meistaradeildin                                           |
| B36 Tórshavn HB Tórshavn KÍ Klaksvík TB Tvøroyri VB Vágur |

## Modus
Für den Pokal waren alle Erstligisten zugelassen. KÍ Klaksvík war direkt für das Halbfinale gesetzt. Die übrigen vier Mannschaften spielten zunächst in einer Runde zwei Teilnehmer aus, wovon einer direkt für das Finale qualifiziert war. Die andere siegreiche Mannschaft ermittelte gegen KÍ Klaksvík den zweiten Finalteilnehmer. Im Vergleich zum Vorjahr spielten somit nur zwei Mannschaften im Halbfinale. Alle Runden wurden im K.-o.-System ausgetragen.

## Qualifikationsrunde
|             | Ergebnis |              |
| ----------- | -------- | ------------ |
| TB Tvøroyri | 4:1      | B36 Tórshavn |
| VB Vágur    | ?:?      | HB Tórshavn  |

## Halbfinale
|             | Ergebnis |             |
| ----------- | -------- | ----------- |
| TB Tvøroyri | ?:?      | KÍ Klaksvík |
| VB Vágur    |          | Freilos     |

## Finale
| Paarung  | TB Tvøroyri – VB Vágur |
| Ergebnis | 5:2                    |
| Stadion  | Gundadalur, Tórshavn   |
| Tore     | ?                      |